# Brigant
Ein Brigant (von italienisch brigare „kämpfen, streiten“) ist ein Räuber, ein Gesetzloser oder eine Person, die im Zuge kriegerischer Auseinandersetzungen die Zivilbevölkerung durch Plündern, Vergewaltigen und Brandschatzen terrorisiert.
Das Phänomen des Brigantentums umfasst im 19. Jahrhundert die Briganten Süditaliens, aber auch die Klephten Griechenlands und die Haiduken auf dem Balkan (damals Teil der sogenannten europäischen Türkei). Im türkischen Kleinasien agierten die Zeybeken ebenfalls im Stil der Briganten. Im engeren Sinn bezeichnet „Briganten“ (briganti) im Königreich beider Sizilien die neapolitanischen (in der Zeit des Risorgimento nach 1815) und die bourbonischen Rebellen (nach 1861).

## Briganten in Süditalien

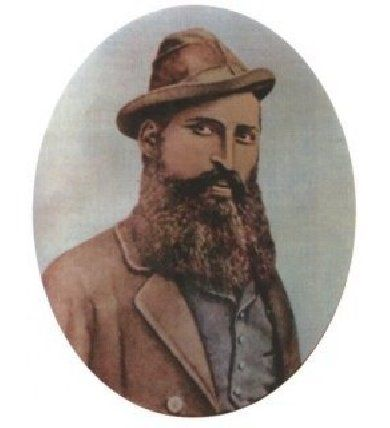
Carmine Crocco (1830–1905), legendärer Anführer der briganti

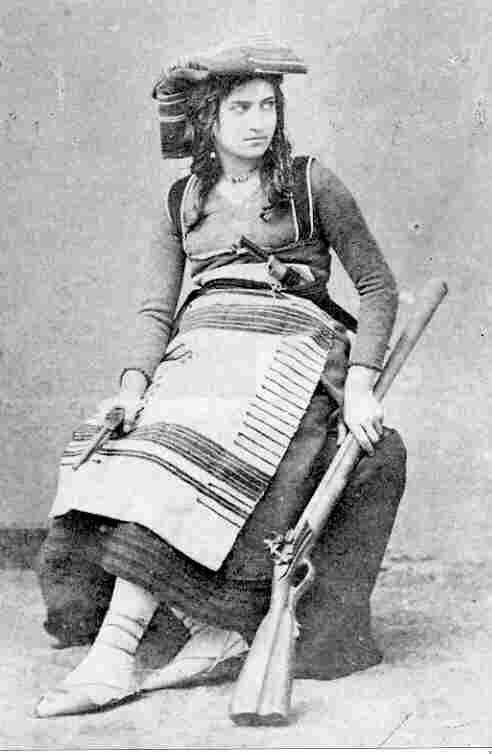
Die Brigantessa Michelina De Cesare (1841–1868)

In Italien, vor allem in Süditalien, u. a. in Kampanien, Kalabrien, Apulien, den Abruzzen und in der Basilikata, dem unwegsamen Berggelände des antiken Lukaniens, wird die Erinnerung an die Briganten gepflegt. Nachdem die Briganten zunächst vor allem durchreisende Kutschen überfielen, wuchs sich das Brigantaggio, das Brigantenwesen, seit der zweiten Hälfte des 19. Jahrhunderts zu einer politischen Bewegung aus.
Politisch motivierte Briganten hatte es allerdings schon in der Zeit der Römischen Republik (509-27 vor Christus) gegeben. Auch zur Zeit der Französischen Revolution gab es Briganten-Gruppen, die einen gewaltsamen Revolutionsexport nach Italien beabsichtigten.
Viele Briganten-Banden am Vorabend der italienischen Einigung rekrutierten sich aus verelendeten Bauern und Tagelöhnern als anarchische Protestbewegung gegen die reichen Großgrundbesitzer. Im Zuge der italienischen Einheitsbewegung des Risorgimento schlossen sich die Briganti um den legendären Carmine Crocco der Bewegung an und unterstützten die Freischärler Giuseppe Garibaldis. Enttäuscht von aus ihrer Sicht nicht eingehaltenen Versprechungen wie Demokratisierung und eine umfassende Landreform, zogen sich die Briganten nach der Machtübernahme durch König Viktor Emanuel II. in die Wälder zurück und terrorisierten von dort aus vor allem die Landbesitzer und die Obrigkeit. Crocco, im Volk „re dei re“ (König der Könige) genannt, befehligte zeitweise 43 Banden mit mehreren tausend meist berittenen Mitgliedern. Die kursierenden Geschichten um die verwegen gekleideten Bandenmitglieder und ihre Geliebten, Brigantesse genannt, verklärten die Banditen zu Volkshelden wie Robin Hood. Crocco, später fast vierzig Jahre lang bis zu seinem Tod 1905 in Haft, verfasste im Gefängnis seine noch in der Basilikata gerne gelesenen Memoiren. Viele Briganten, die der Verhaftung entgehen konnten, wanderten später in die USA aus. Zahlreiche Lieder, Geschichten, populäre Bücher, wissenschaftliche Abhandlungen und einschlägige Internet-Seiten befassen sich in Italien mit dem Thema der Briganti; im italienischen Sprachgebrauch werden die als politisch motiviert eingestuften Briganti klar von den als simple Räuber betrachteten Banditi unterschieden.
Auch der politische Mythos lebt: So finden in Brindisi Montagna alljährlich in einem Freilichttheater Festspiele statt, bei denen Hunderte von Laienschauspielern die Geschichte der Briganten wieder aufleben lassen. Im historischen Themenpark Grancia sind Szenen aus dem Leben der Briganti nachgestellt. Der Figur des Crocco leiht der bekannte Schauspieler Michele Placido („Allein gegen die Mafia“) seine Stimme.

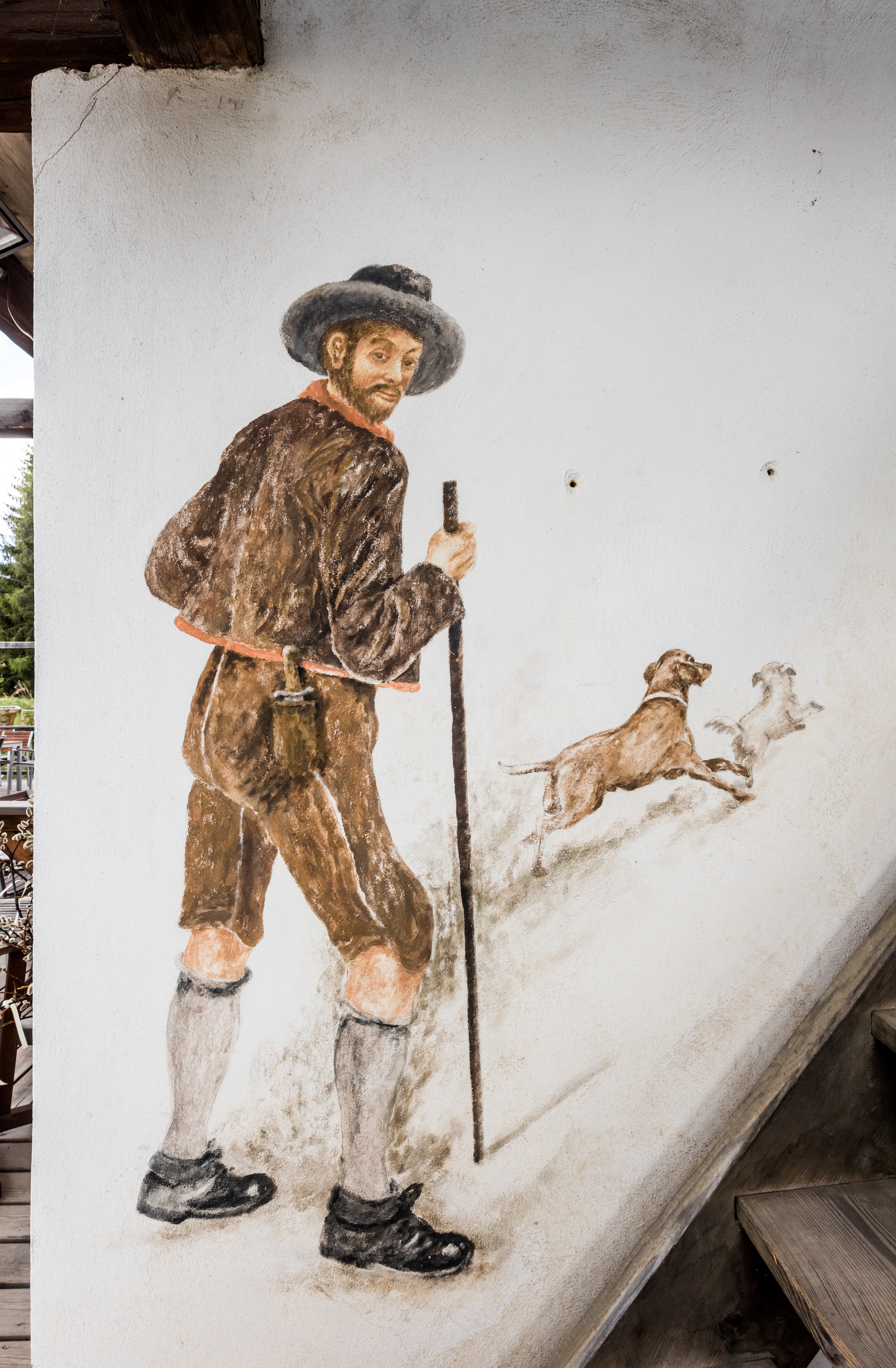
Krapfenbäck Simale Simon Kramer (1785–1809)

## Badische Brigande
Der Begriff „Brigand“ wird umgangssprachlich auch für die Einwohner Karlsruhes verwendet. Diese Bezeichnung geht auf das frühe 18. Jahrhundert zurück, als Markgraf Karl Wilhelm von Baden-Durlach Arbeiter aus verschiedenen Regionen zum Bau der Stadt Karlsruhe anwarb. Darunter befanden sich zahlreiche Tagelöhner, vor allem aus südlichen Ländern wie Italien, die von der einheimischen Bevölkerung als „Hergelaufene“ bezeichnet und abwertend mit dem französischen Begriff „Brigantiers“ (Tagdiebe) belegt wurden. Mit der Zeit entwickelte sich dieser Begriff zu einem Spitznamen für alle Karlsruher. Im lokalen Dialekt, in dem das „T“ oft wie ein „D“ ausgesprochen wird, wandelte sich „Brigantier“ zu „Brigand“. Noch heute wird ein Karlsruher im örtlichen Dialekt als „Brigand“ bezeichnet.

## Bekannte Briganten
- Antonio Cozzolino (1824–1870), genannt „Pilone“, berühmter italienischer Brigant aus Kampanien
- Carmine Crocco (1830–1905), genannt „re dei re“ (König der Könige), berühmter italienischer Brigant aus der Basilikata
- Fra Diavolo (1771–1806), Pseudonym von Michele Arcangelo Pezza, italienischer Brigant. Die gleichnamige Oper von Daniel-François-Esprit Auber und Eugène Scribe Fra Diavolo, steht in keinem näheren Zusammenhang mit der Biografie des Michele Arcangelo Pezza.
- Michelina De Cesare (1841–1868), italienische Brigantin in Kampanien.
- Simon Kramer (1785–1809), genannt Krapfenbäck Simerle
- Cosimo Mazzeo (1837–1864), Pizzichicchio genannt, italienischer Brigant aus San Marzano di San Giuseppe, italienischer Brigant aus Kampanien.
- Pietro Monaco (1836–1863), italienischer Brigant in Kalabrien
- Giuseppe Musolino (1876–1956), genannt brigante Musolino oder auch U ’re i l’Asprumunti (König des Aspromonte), italienischer Brigant aus Kalabrien.
- Maria Oliverio (1841–ca. 1879), genannt Ciccilla, Brigantin in der Bande des Pietro Monaco, mit dem sie verheiratet war.
- Stefano Pelloni (1824–1851), genannt Il Passatore, italienischer Brigant aus der Romagna.

## Filme
- Der Schwarze Brigant ist ein italienischer Piratenfilm (Originaltitel: Il segreto dello sparviero nero) aus dem Jahr 1961 mit Lex Barker und Livio Lorenzon.
- Briganten (Originaltitel: Brigands, Chapitre VII) ist ein georgisch-französischer Spielfilm um Mafia, Diebe und Korruption im modernen Georgien von Otar Iosseliani von 1996, ausgezeichnet mit dem Jury-Preis auf dem Filmfestival von Venedig.
- 1999: Li chiamarono … briganti!, Pasquale Squitieri – der Film erzählt die Vorkommnisse nach der italienischen Vereinigung 1861 und wurde gleich nach Veröffentlichung zensiert. Der Film ist nach wie vor sehr schwer erhältlich.
- 1933: The Devil’s Brother, mit Stan Laurel (Stanlio), Oliver Hardy (Ollivero), Dennis King (Fra Diavolo/Marquis de San Marco)
- 1942: Fra Diavolo, Regie: Luigi Zampa
- 1962: La Leggenda di Fra Diavolo, mit Tony Russel (Fra Diavolo), Haya Harareet (Fiamma), Mario Adorf (Nardone)
- 1963: Fallen für Fra Diavolo (I tramboni de Fra Diavolo), mit Ugo Tognazzi (Sergente Visicato), Raimondo Vianello (Tenente Salimei), Francisco Rabal (Fra Diavolo)
- 2024: Briganti: Das Gold des Südens, mit Matilda Lutz, Nando Paone